# Во Хонг Фыонг
Во Хонг Фыонг (вьет. Võ Hồng Phượng, род. 1979) — вьетнамская шахматистка, мастер ФИДЕ среди женщин (1994).

## Шахматная карьера
Одна из сильнейших шахматисток Вьетнама рубежа XX—XXI вв.
Чемпионка Вьетнама 2000 г.
В составе сборной Вьетнама участница шахматной олимпиады 2000 г. и командного чемпионата Азии 2003 г. (команда завоевала серебряные медали соревнования).
В 1993 и 1999 гг. представляла Вьетнам на юниорских чемпионатах мира (в категориях до 14 и до 20 лет соответственно).
В 2001 г. принимала участие в зональном турнире (разделила 3-е место).
Участвовала в большом дележе 1-го места на опен-турнире в Ханое (2002 г.).
После 2004 г. не выступает в соревнованиях высокого уровня.

## Основные спортивные результаты
| Год  | Город      | Соревнование                                           | + | − | = | Результат | Место         |
| ---- | ---------- | ------------------------------------------------------ | - | - | - | --------- | ------------- |
| 1993 | Братислава | Юниорский чемпионат мира (до 14 лет)                   |   |   |   |           | [ 8 ]         |
| 1999 | Ереван     | Юниорский чемпионат мира (до 20 лет)                   | 6 | 4 | 3 | 7½ из 13  | 9—12          |
| 2000 | Хюэ        | Чемпионат Вьетнама                                     |   |   |   |           | 1             |
|      | Стамбул    | XIX Олимпиада (сборная Вьетнама, 2-я доска)            | 3 | 4 | 3 | 4½ из 10  |               |
| 2001 | Кантхо     | Чемпионат Вьетнама                                     |   |   |   |           | [ 11 ]        |
|      | Манила     | Зональный турнир 3.2а                                  | 5 | 3 | 1 | 5½ из 9   | 3—6           |
| 2002 | Вунгтау    | Чемпионат Вьетнама                                     |   |   |   |           | [ 14 ]        |
|      | Ханой      | Опен-турнир                                            | 6 | 1 | 2 | 7 из 9    | 1—4           |
| 2003 | Донгтхап   | Чемпионат Вьетнама                                     |   |   |   |           | [ 11 ]        |
|      | Джодхпур   | Командный чемпионат Азии (сборная Вьетнама, ?-я доска) | 3 | 0 | 2 | 4 из 5    | Команда — 2-я |
| 2004 | Далат      | Чемпионат Вьетнама                                     |   |   |   |           | [ 16 ]        |

## Изменения рейтинга
| Графики недоступны из-за технических проблем. См. информацию на Фабрикаторе и на mediawiki.org. |